# コーパス・クリスティ・カレッジ (オックスフォード大学)
コーパス・クリスティ・カレッジ (英語: Corpus Christi College、正式名称:The President and Scholars of the College of Corpus Christi in the University of Oxford)は、イギリスのオックスフォード大学を構成するカレッジの一つ。1517年に設立され、オックスフォードで12番目に古い大学である。

## 歴史
1517年に、ウィンチェスターのキリスト教聖職者であるリチャード・フォックスにより設立された。大学創設と同時に建設された図書館は、当時、ヨーロッパで最大かつ最良であったとされている。1519年に、デジデリウス・エラスムスが、初代学長のジョン・クレモンドに宛てた手紙の中で、図書館を賞賛しているという事実がある。1520年代には、スペインの人文学者であるフアン・ルイス・ビベスが、カレッジで教鞭をとっており、その間、のちの女王となるメアリー1世の家庭教師をしていた。
第7代の学長ジョン・レイノルズは、カレッジの学友であったレジナルド・ポールらとともに、1611年に出版された欽定訳聖書の翻訳に携わった。
19世紀に行われたオックスフォード運動指導者である、ジョン・キーブルは、カレッジの学部生であり、オリオル・カレッジのフェローでもあった。のちに、キーブルの名をとり、キーブル・カレッジが設立された。

## 紋章
左側には自らの胸の血を流すペリカン、中央には銀色の背景にウィンチェスター主教区の紋章に由来する剣と鍵、右側にはフクロウが配置されている。
校名の「コーパス・クリスティ (corpus christi)」とは、「キリストの身体 (the body of Christ)」を表している。中世ヨーロッパのキリスト教においては、ペリカンは、餌が入手出来なかったときに親自身の胸を傷つけ、自らの血を雛に与えたことから、聖餐で杯をとり「これがわたしの血である」と述べたキリストと同様に、神の使者として崇拝の対象であった。ペリカンはカレッジを表すシンボルであり、校舎にあるペリカン日時計の屋根にはペリカン像が置かれ、校旗や紋付きネクタイにもペリカンが描かれている。

## 卒業生

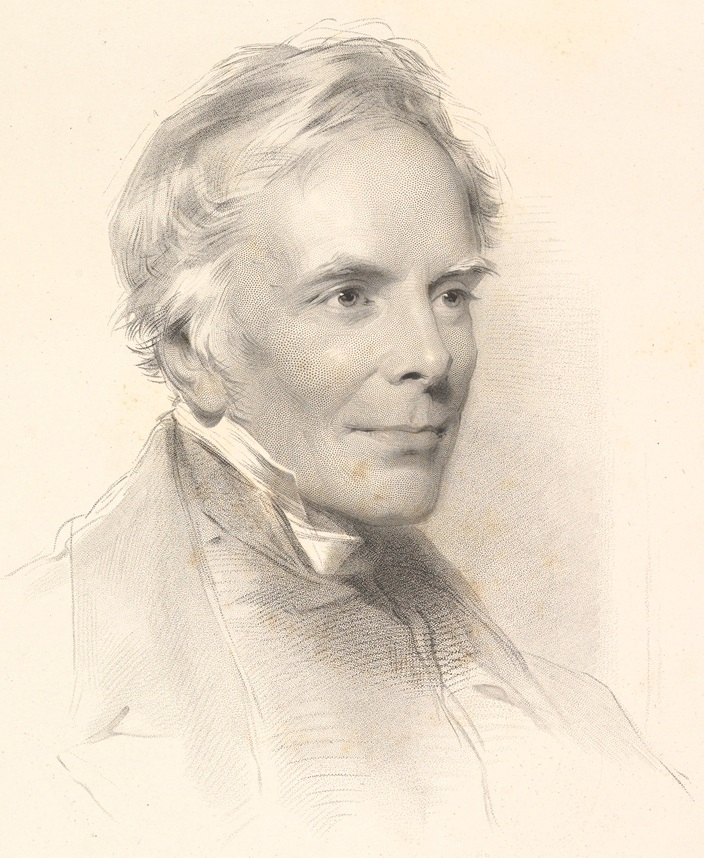
ジョン・キーブル（英語版）
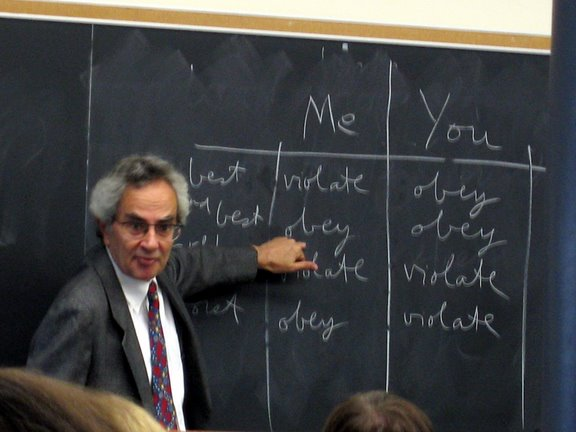
トマス・ネーゲル
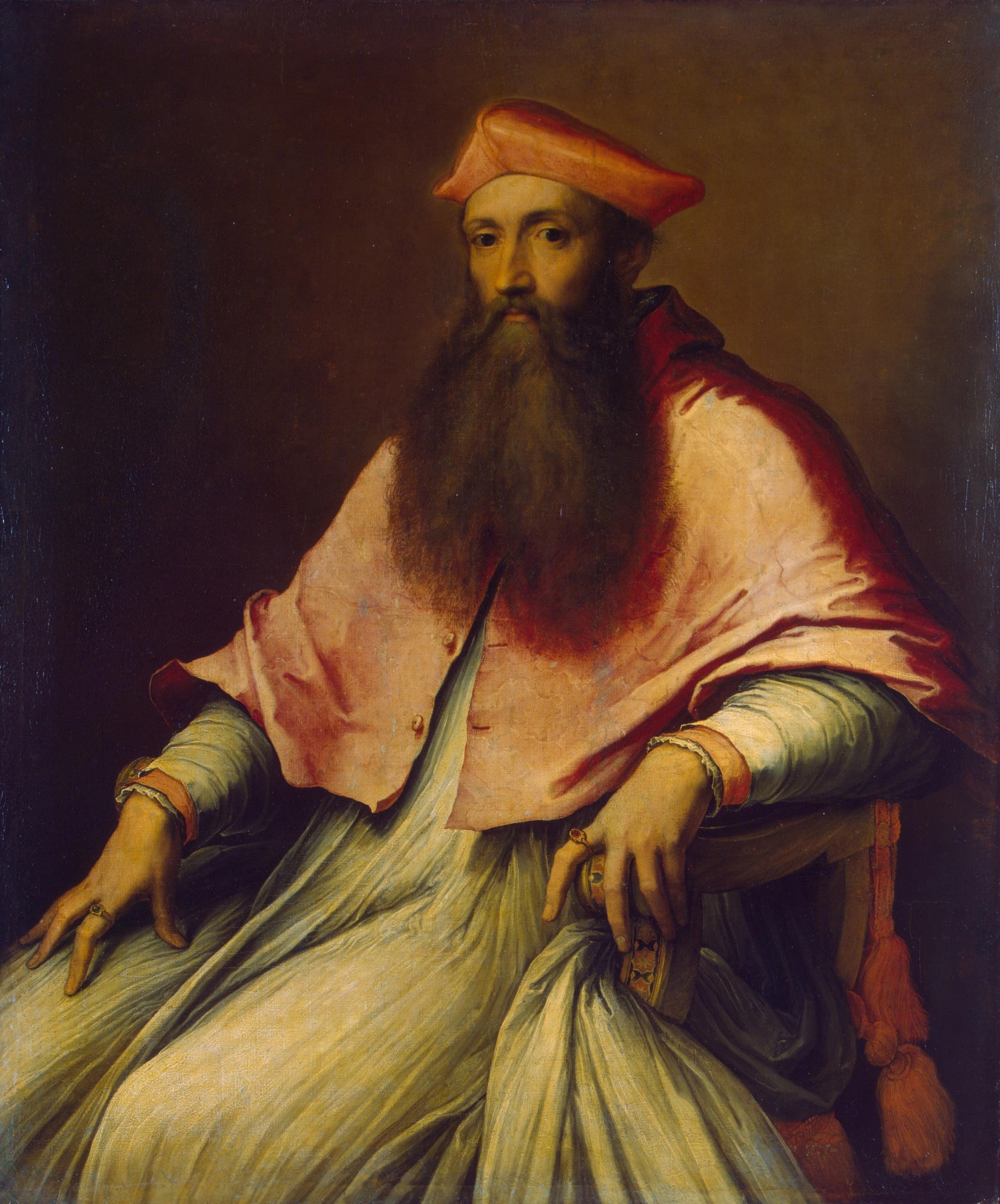
レジナルド・ポール
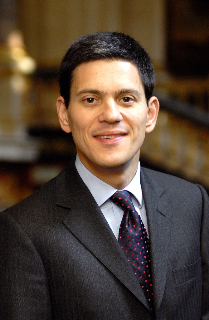
デイヴィッド・ミリバンド
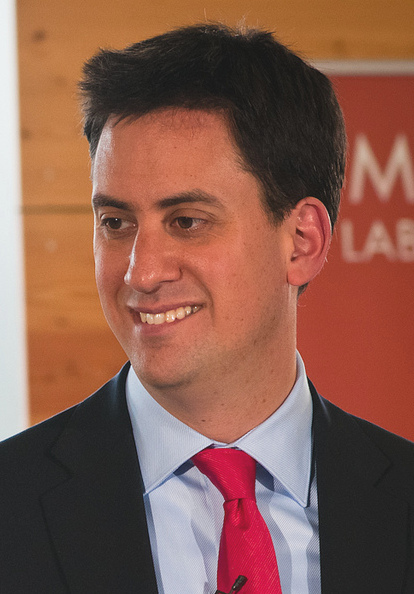
エド・ミリバンド

- トマス・ネーゲル
- レジナルド・ポール
- デイヴィッド・ミリバンド
- エド・ミリバンド
- アイザイア・バーリン
- ウィリアム・バックランド
- グレーアム・ウォーラス
- リチャード・フッカー
- ジョン・キーブル（英語版）
- ヴィクラム・セス（英語版）
- マーティン・ウルフ（英語版）

### フェロー
- リチャード・フッカー
- マイケル・ブロック（英語版） - 歴史家
- スナンダ K. ダッタ・レイ（英語版） - インドの新聞記者、ジャーナリスト
- ヘンリー・フルノー（英語版） - 古代ローマの歴史家であるタキトゥスを研究する歴史学者
- アンドリュー・グリン（英語版） - 経済学者
- ブライアン・ハリソン（英語版） - 「Dictionary of National Biography」の編集者、歴史家
- トーマス・ホーンズビー（英語版） - 天文学者、数学者
- エドワード・ポコキー（英語版） - 東洋の研究者、聖書学者
- J. O. アルムソン（英語版） - 哲学者、古典学者

## ギャラリー

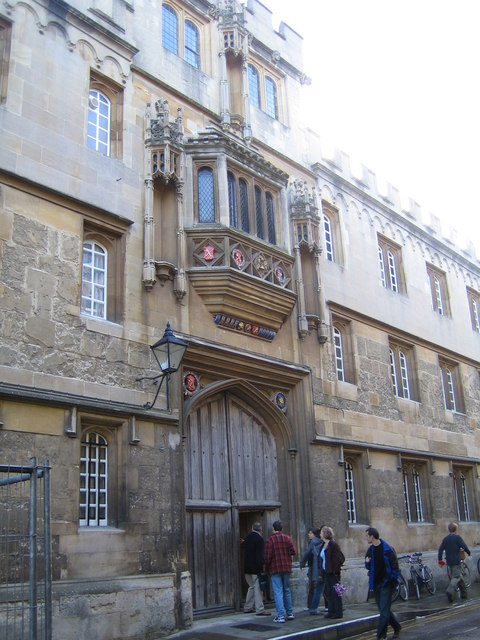
カレッジの入り口
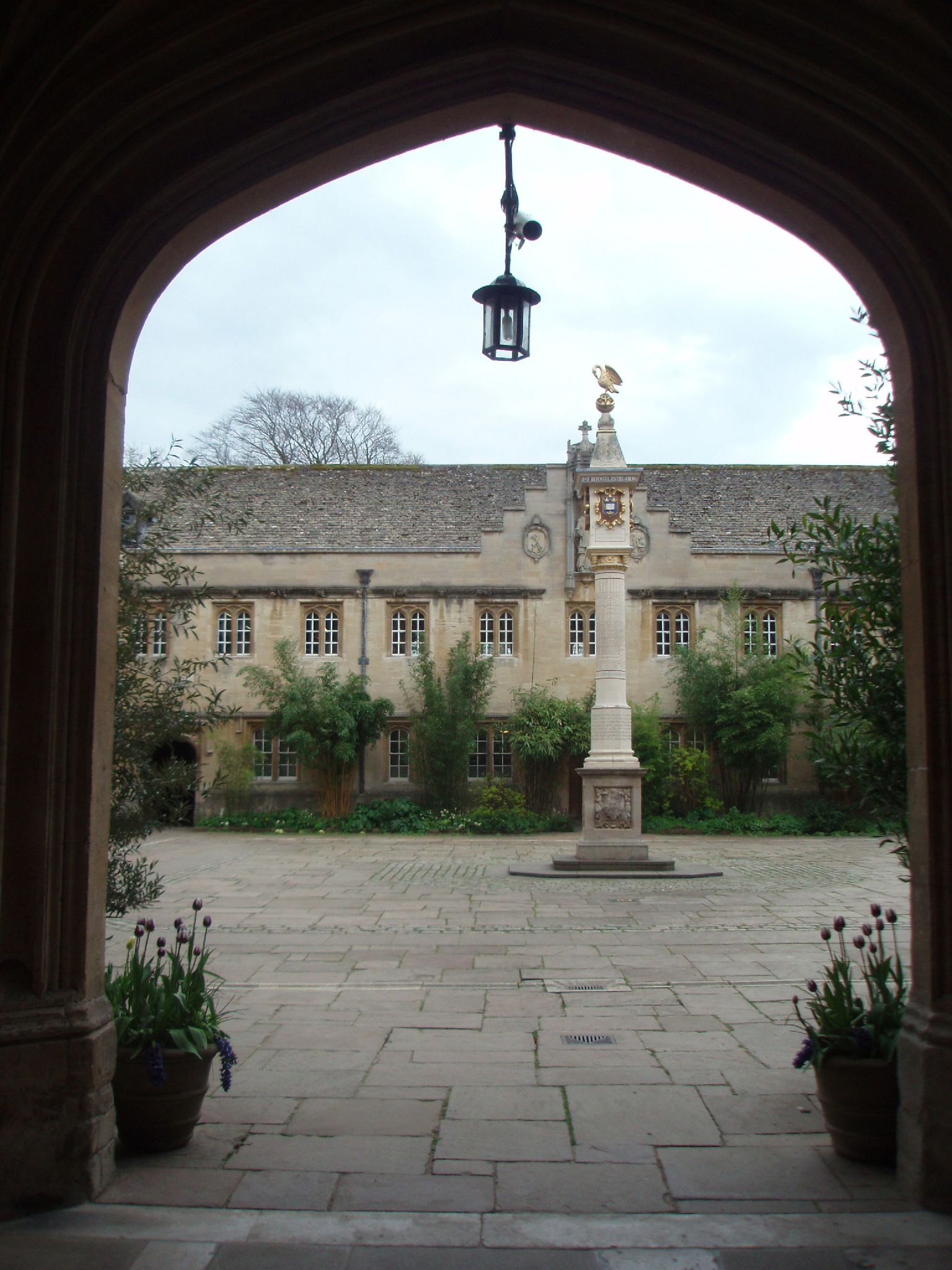
エントラスアーチ
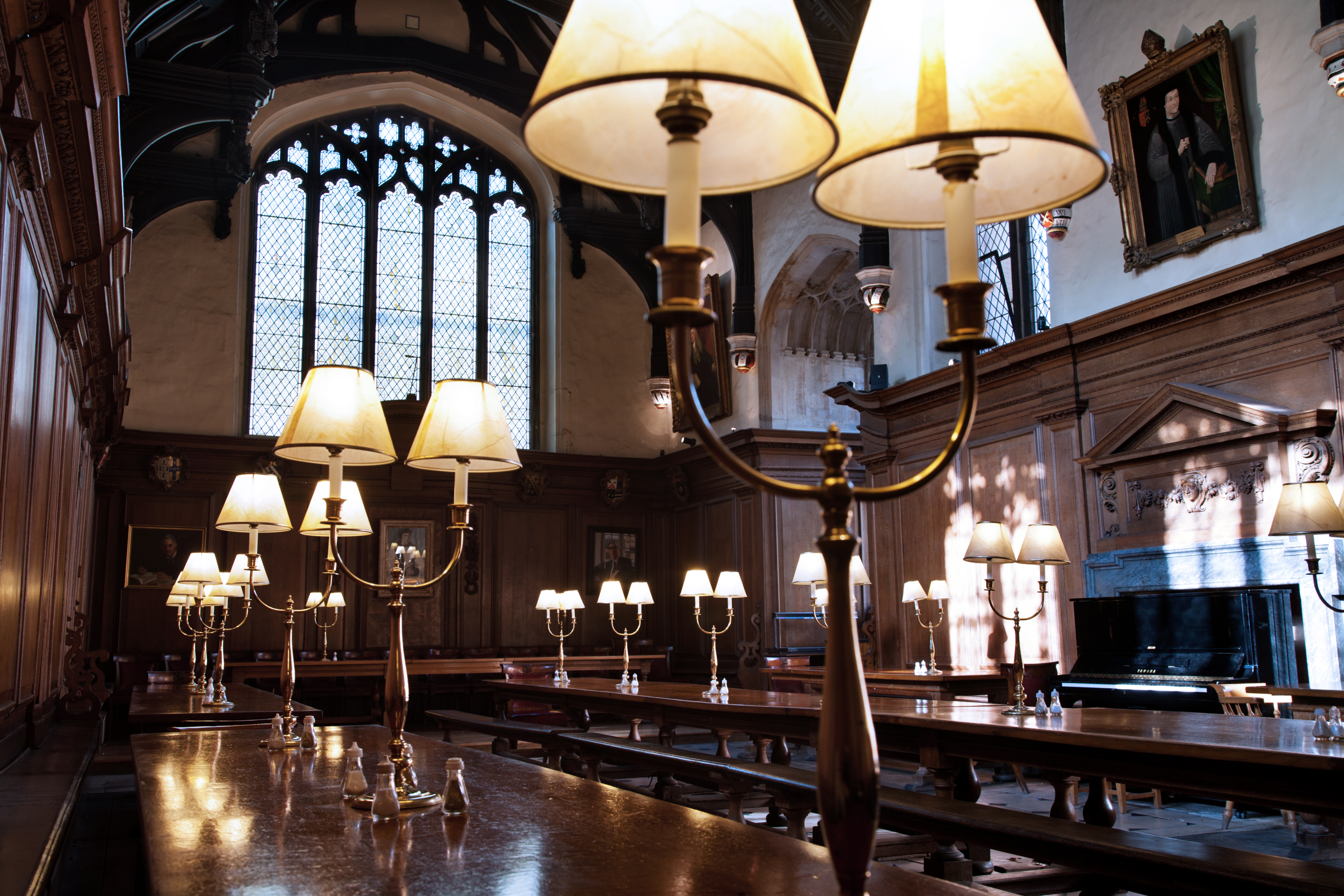
ホール